# Äquivalentdurchmesser
Der Äquivalentdurchmesser (v. lat.: aequus = gleich + valere = wert sein) ist ein Maß für die Größe eines unregelmäßig geformten Partikels wie beispielsweise eines Sandkorns. Er berechnet sich aus dem Vergleich einer Eigenschaft des unregelmäßigen Teilchens mit einer Eigenschaft eines regelmäßig geformten Teilchens.
Je nach Auswahl der zum Vergleich herangezogenen Eigenschaft unterscheidet man verschiedene Äquivalentdurchmesser. So ist z. B. eine Einteilung in geometrische und physikalische Äquivalentdurchmesser möglich. Der Äquivalentdurchmesser ist eine wichtige Größe in der mechanischen Verfahrenstechnik.
Soll zusätzlich zur Größe eines Teilchens auch noch Informationen über die Teilchenform berücksichtigt werden, so kann man anhand mehrerer Äquivalentdurchmesser sogenannte Formfaktoren definieren.

## Geometrische Äquivalentdurchmesser
Einen geometrischen Äquivalentdurchmesser erhält man durch Bestimmung des Durchmessers einer Kugel oder eines Kreises mit gleicher geometrischer Eigenschaft (Oberfläche, Volumen oder Projektionsfläche) wie das unregelmäßig geformte Partikel.

### Volumenäquivalenter Kugeldurchmesser
Der volumenäquivalente Kugeldurchmesser (Formelzeichen {\displaystyle d_{v}}) gibt den Durchmesser einer Kugel mit gleichem Volumen an wie das betrachtete Teilchen. Für einfache geometrische Körper kann {\displaystyle d_{v}} leicht berechnet werden:
- Würfel: Das Volumen eines Würfels mit Kantenlänge {\displaystyle a} ist {\displaystyle V=a^{3}}. Durch Gleichsetzen mit dem Volumen {\displaystyle V={\frac {\pi }{6}}d_{v}^{3}} einer volumengleichen Kugel mit Durchmesser {\displaystyle d_{v}} erhält man für den Äquivalentdurchmesser

{\displaystyle d_{v}={\sqrt[{3}]{\frac {6}{\pi }}}\cdot a\approx 1{,}241\cdot a}
- Oktaeder: Ein Oktaeder mit Kantenlänge {\displaystyle a} besitzt das Volumen {\displaystyle V={\frac {a^{3}{\sqrt {2}}}{3}}}, daraus ergibt sich ein Äquivalentdurchmesser von

{\displaystyle d_{v}={\sqrt[{3}]{\frac {2{\sqrt {2}}}{\pi }}}\cdot a\approx 0{,}9656\cdot a}
- Tetraeder: Für das Tetraeder mit {\displaystyle V={\frac {a^{3}{\sqrt {2}}}{12}}} ergibt sich analog

{\displaystyle d_{v}={\sqrt[{3}]{\frac {\sqrt {2}}{2\pi }}}\cdot a\approx 0{,}6083\cdot a}

### Oberflächenäquivalenter Kugeldurchmesser
Analog zum volumenäquivalenten Kugeldurchmesser ist der oberflächenäquivalente Kugeldurchmesser (Formelzeichen {\displaystyle d_{s}}) als der Durchmesser einer Kugel definiert, die dieselbe Oberfläche besitzt wie das untersuchte Teilchen. Auch hier lässt sich unter Zuhilfenahme der Formel für die Kugeloberfläche {\displaystyle S=\pi d_{s}^{2}} für einfache geometrische Körper ein Äquivalentdurchmesser berechnen:
- Würfel: Mit {\displaystyle S=6a^{2}} erhält man

{\displaystyle d_{s}={\sqrt {\frac {6}{\pi }}}\cdot a\approx 1{,}382\cdot a}
- Oktaeder: Über die Oberfläche {\displaystyle S=2{\sqrt {3}}a^{2}} ergibt sich

{\displaystyle d_{s}={\sqrt {\frac {2{\sqrt {3}}}{\pi }}}\cdot a\approx 1{,}050\cdot a}
- Tetraeder: Die Oberfläche des Tetraeders ist {\displaystyle S={\sqrt {3}}a^{2}}, damit wird

{\displaystyle d_{s}={\sqrt {\frac {\sqrt {3}}{\pi }}}\cdot a\approx 0{,}7425\cdot a}

### Projektionsflächengleicher Kreis
Für die Fläche A eines Kreises gilt: {\displaystyle A={\frac {\pi }{4}}d_{p}^{2}} mit {\displaystyle d_{p}}: Durchmesser der projektionsflächengleichen Kreises. Somit folgt:
{\displaystyle d_{p}={\sqrt {\frac {4A}{\pi }}}.}
Bei Extinktionspartikelzählern wird z. B. das Signal, das ein projektionsflächengleicher Kreis erzeugt, zur Kalibrierung und Messung verwendet.

## Physikalische Äquivalentdurchmesser
Vergleicht man physikalische Eigenschaften des Teilchens wie bspw. die Sinkgeschwindigkeit in einer Flüssigkeit, den Widerstand in einem elektrischen Feld oder die Streulichtintensität, so spricht man von physikalischen Äquivalentdurchmessern.

### Aerodynamischer Durchmesser
Der aerodynamische Durchmesser eines Partikels entspricht dem Durchmesser einer Kugel mit der Dichte 1 g/cm3, welche die gleiche Sinkgeschwindigkeit in Luft wie das Partikel hat.

### Äquivalentdurchmesser im Fluid
Die Sedimentationsgeschwindigkeit einer Kugel in einem ruhenden Fluid ist von ihrem Durchmesser und der Reynolds-Zahl abhängig. Betrachtet man nicht kugelförmige Partikel, so kann auch hier wieder ein Äquivalentdurchmesser angegeben werden. Für verschiedene Strömungsbereiche (Stokes-, Übergangs- und Newtonbereich) ergibt sich durch die unterschiedliche Reynolds-Zahl jeweils eine andere Formel für diesen. So gilt z. B. für den Stokesbereich (Reynolds-Zahl Re<ca. 0,25 je nach Literatur):
{\displaystyle d_{St}={\sqrt {{\frac {18\eta }{(\rho _{p}-\rho _{f})g}}v_{St}}}}
mit {\displaystyle d_{St}}: Äquivalentdurchmesser im Stokesbereich, {\displaystyle \rho _{p}}: Dichte des Partikels, {\displaystyle \rho _{f}}: Dichte der Flüssigkeit, g: Fallbeschleunigung, {\displaystyle \eta }: dynamische Viskosität, {\displaystyle v_{St}}: Sedimentationsgeschwindigkeit.